# Bulbophyllum concolor
Bulbophyllum concolor är en orkidéart som beskrevs av Johannes Jacobus Smith. Bulbophyllum concolor ingår i släktet Bulbophyllum och familjen orkidéer. Inga underarter finns listade i Catalogue of Life.